# Venez guincher chez Bunny
Pour plus de détails, voir Fiche technique et Distribution.
Venez guincher chez Bunny, ou Les montagnards  (titre original : Hillbilly Hare), est un dessin animé de la série Merrie Melodies réalisé par Robert McKimson, mettant en scène Bugs Bunny et les frères Barbe-Noire et Barbe-Rousse Martin, sorti en 1950.

## Synopsis
Bugs Bunny est en vacances dans les Ozarks et tombe sur le territoire de deux frères hillbilly, Curt et Punkinhead Martin. Les frères considèrent Bugs comme un membre du clan avec lequel ils se querellent et tentent à plusieurs reprises de lui tirer dessus. Les insectes les déjouent à chaque fois. Curt et Punkinhead sont déterminés à se venger de Bugs pour leur humiliation. Les insectes les déjouent facilement et finalement, habillés en jolie fille Hillbilly, les incite à faire une danse carrée. L'air de danse commence comme une version directe de Skip to My Lou joué et appelé par le groupe de jukebox, "The Sow Belly Trio". Peu de temps après, Bugs débranche délibérément le Juke-box, enlève la robe et prend le relais du violon et de la danse carrée, toujours sur la mélodie et le rythme de la chanson, mais en manipulant les Martins à travers une série de gags comiques burlesques. Bugs attribue aux Martin des directives de plus en plus bizarres et violentes, que les frères suivent sans poser de questions avec des résultats hilarants. Enfin, alors que les Martins s'étaient promenés d'une falaise, Bugs termine la danse en faisant s'incliner les Martins (avant de s'effondrer à cause de l'épuisement de toute la "danse") et en disant: "Et C'est tout!" et jouer six notes finales au violon, avant la fin du dessin animé.